# Alesja Babusjkina
Alesja Babusjkina (vitryska: Алеся Бабушкіна), född den 30 januari 1989 i Homel, Vitryssland, är en vitrysk gymnast.
Hon tog OS-brons i rytmisk gymnastik för trupper i samband med de olympiska gymnastiktävlingarna 2008 i Peking.